# SB M
Az SB M egy keskenynyomtávú szertartályos gőzmozdony volt az Osztrák–Magyar magánvasúttársaságnál, a Déli Vasútnál.
A Mödling-Hinterbrühl H.É.V. volt az első villamos vasút Európában, amely folyamatosan működésre volt képes. Ennek ellenére, úgy ítélték meg, hogy a technikai és a technológia ezen szintjén szükség van egy tartalék gőzmozdonyra, amelyet használhatnak pl. az áramellátó rendszer hibája esetén. Az SB, amely a vasút üzemeltetését végezte, így megrendelt a Floridsdorfi Mozdonygyárban egy kis, két kapcsolt kerékpárú szertartályos 1000 mm nyomtávú mozdonyt. A mozdony 1884-ben került átadásra, és először A sorozatba, de hamarosan az úgynevezett M sorozatba lett beosztva és az 1 pályaszámot kapta. Az M sorozatba történő besorolás valószínűleg a kkStB rendszer alapján történt, amely szerint a keskeny nyomtávú mozdonyok megjelölése az üzemelés helye nevének első betűjével (Mödling) történt.
A mozdony kazánjának mindkét oldalán kondenzátort szereltek fel. A víztartályokat a kereten belül a kazán alatt és a tengelyek fölött helyezték el. Fűtése koksszal történt, hogy a városi területen a füstkibocsájtás alacsony legyen.
A mozdony az elvárásoknak eleget tett, de csak igen ritkán volt használatban, így 1887-ben bérbeadták a szlavóniai Waldbahn Korenicani-nak, majd 1897 eladták nekik.

## Fordítás
- Ez a szócikk részben vagy egészben  a   SB M című német Wikipédia-szócikk fordításán alapul.  Az eredeti cikk szerkesztőit annak laptörténete sorolja fel. Ez a jelzés csupán a megfogalmazás eredetét és a szerzői jogokat jelzi, nem szolgál a cikkben szereplő információk forrásmegjelöléseként.-Az eredeti szócikk forrásai szintén ott találhatóak.